# Batheaston
Batheaston è un villaggio situato a 3,2 km a est di Bath, Inghilterra sulla riva nord del Fiume Avon.

## Amministrazione

### Gemellaggi
- Oudon, dal 2005[1]